# Alufolie

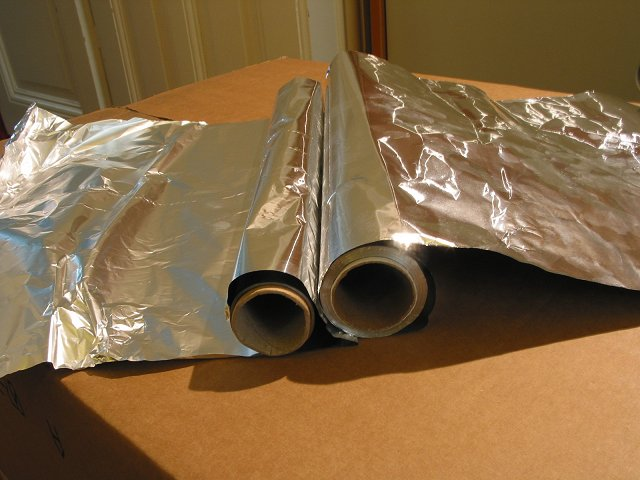
Alufolie – glänzende und matte Seite

Aluminiumfolie, auch Alufolie oder Silberpapier, ist die Bezeichnung für zwischen 0,004 und 0,02 mm (4 bis 20 µm) dünne Folie, die durch Walzen des Ausgangsmaterials Aluminium hergestellt wird. Aluminiumfolien sind gas- und somit luftdicht sowie nach Wärmebehandlung weich und biegsam. Deshalb werden sie häufig zur Verpackung von Lebensmitteln und Medikamenten verwendet.

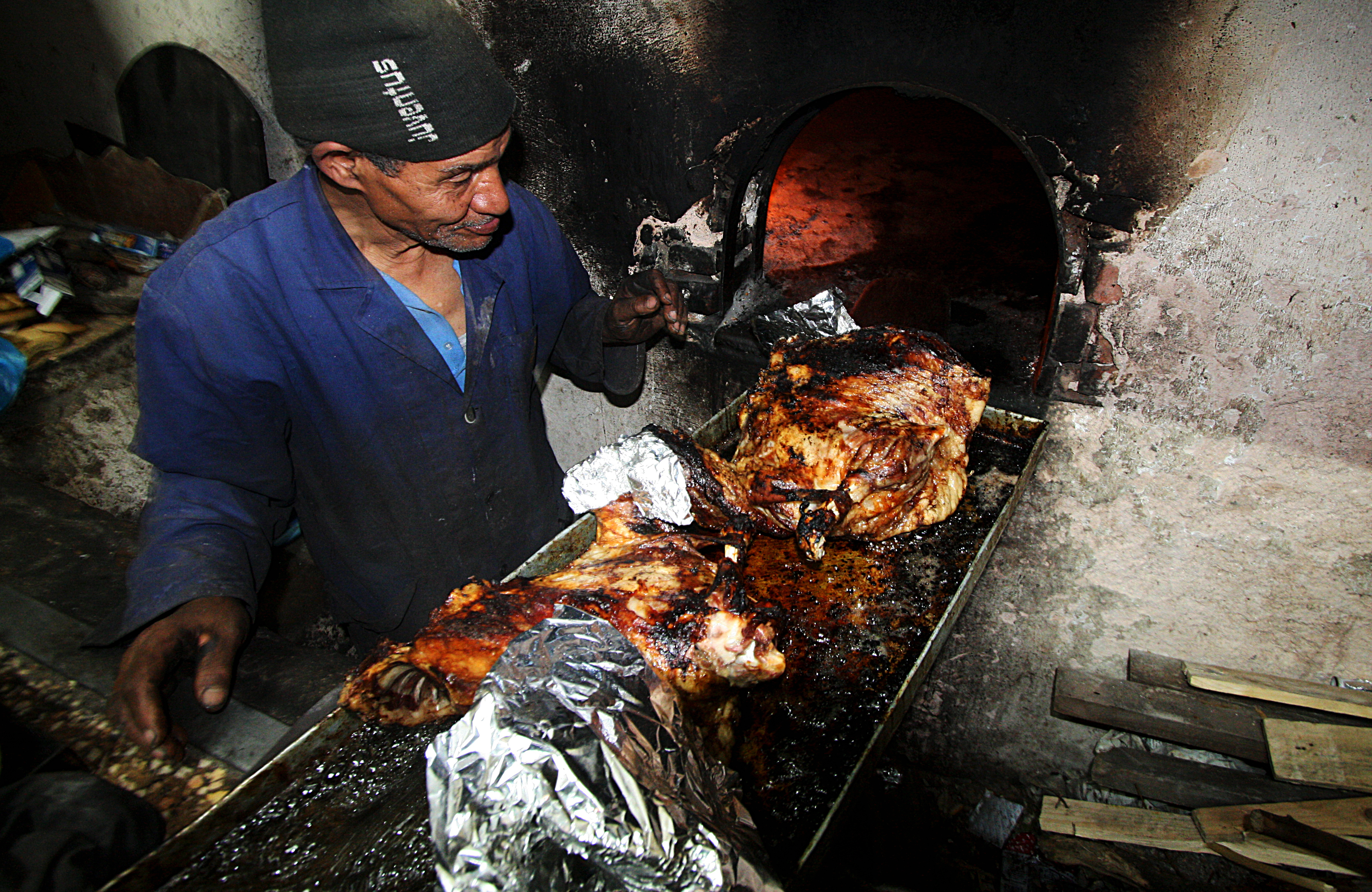
Verwendung von Alufolie auf einem Grill in Algerien

Auch wegen des hohen Ressourcen- und hohen Energiebedarfs zur Herstellung von Aluminium und der einmaligen Verwendung wird Verbrauchern, geraten, wenn möglich, auf umweltfreundliche Alternativen wie Bienenwachstücher ausweichen.
Die Zubereitung oder der Transport von warmen Speisen in Alufolie oder Aluminiumbehältern wird vom Bundesinstitut für Risikobewertung mittlerweile als potenzielles Gesundheitsrisiko bewertet.

## Geschichte

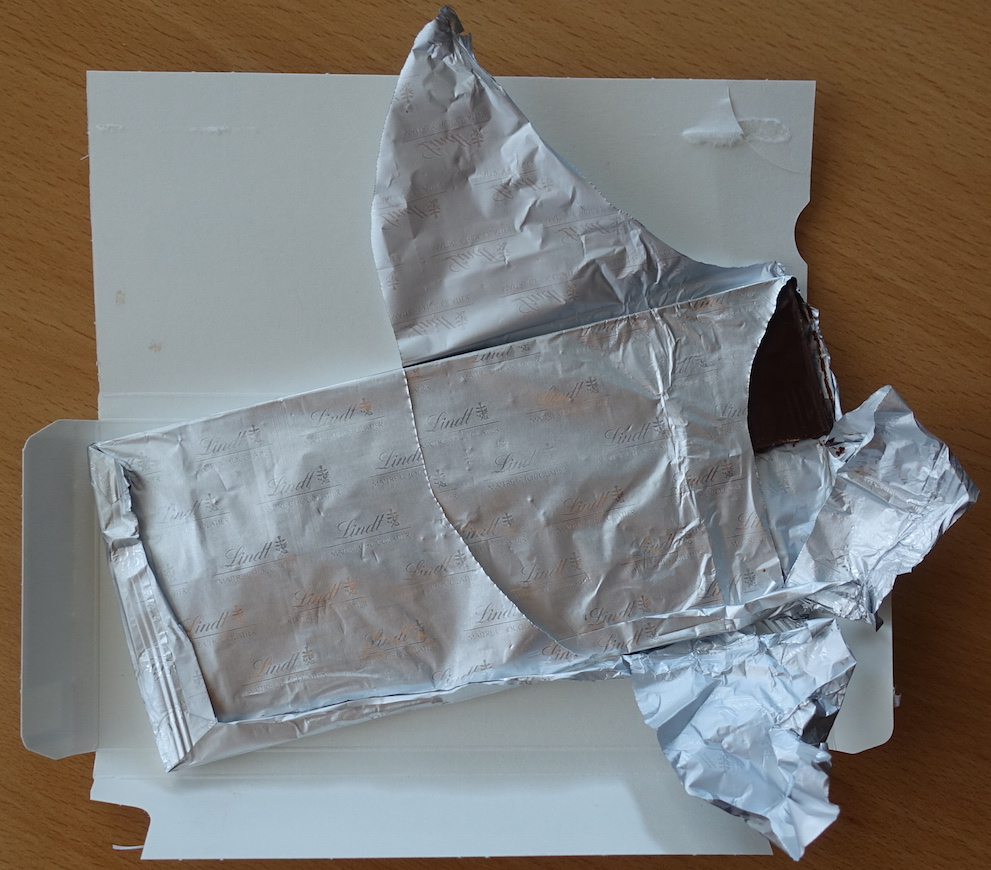
In Alufolie verpackte Schokoladentafel

Am 15. April 1905 erhielt der Schweizer Unternehmer Heinrich Alfred Gautschi das Patent auf die Herstellung von Aluminiumfolien nach dem sogenannten Paket- bzw. Buchwalzverfahren. Dieses Verfahren bestand im Prinzip darin, dass ein dünnes Aluminiumblech gewalzt, dann in zwei Hälften aufgeteilt, aufeinandergelegt und der Vorgang so lange wiederholt wurde, bis man ein Paket von 64 Folienblättern erreicht hatte. Damit wurde die Folie reißfester und flexibler, als beim Dünnwalzen nur eines Bleches.
Da auf diesem Weg nur relativ kleine Folien hergestellt werden konnten, entwickelte der aus Schaffhausen in der Schweiz stammende Robert Victor Neher zusammen mit Erwin Lauber ein spezielles Verfahren, um endlose Bänder auswalzen zu können. Zu diesem Verfahren reichte er zunächst am 27. Oktober 1910 in der Schweiz eine Patentanmeldung und auf deren Grundlage am 15. September 1911 eine weitere in Großbritannien ein, zu der am 11. Januar 1912 ein Patent erteilt wurde. Zur Produktion dieser Folien, die sich zur maschinellen Verpackung von Schokolade, Schachtelkäse oder Zigaretten eigneten, gründeten sie im Jahr 1910 die Dr. Lauber, Neher & Cie. in Emmishofen in der Schweiz.
Ebenfalls 1910 wurde in Teningen als Ableger einer Maschinenfabrik und Eisengießerei die Aluminium GmbH gegründet, die mit einer von Gautschi erworbenen Lizenz unter der Leitung von Emil Tscheulin Aluminiumfolien nach dem Paket- bzw. Buchwalzverfahren herstellten. 1912 wurde eine Tochter der Emmishofener Firma, die Dr. Lauber, Neher Co. GmbH, in Singen am Hohentwiel angesiedelt, in der erstmals in Deutschland endlose Bänder aus Alufolie hergestellt wurden. Die Firmen in Emmishofen, Singen und Teningen wurden zur Aluminium-Walzwerke AG (AWAG) mit Sitz in Schaffhausen zusammengeschlossen. Nach dem Tod von Neher, der 1918 der Spanischen Grippe zum Opfer gefallen war, hat der 1920 in die Firma eingetretene Hans Constantin Paulssen die Entwicklung der AWAG und deren Nachfolgegesellschaften von 1922 bis 1963 wesentlich bestimmt.
Für Gautschi und Tscheulin stand die Verwendung der Alufolie als Verpackung zunächst nicht im Vordergrund. Auch Neher und seine Mitstreiter hatten zunächst andere Anwendungen im Auge, etwa die Kaschierung von Ballonhüllen mit Aluminiumstreifen.
Dagegen machte die Stanniolfabrik Supf & Klinger in Roth bereits ab 1913 erste Versuche, Folienblätter aus Aluminium von Hand zu veredeln. 1920 wurden die Stanniolfabriken F. Supf & Bauerreis & Müller gegründet, in denen Alufolien in großem Maßstab vor allem für die Verpackung von Konsumartikeln veredelt wurden. Die Aluminiumfolie wurde allerdings nicht selbst gewalzt, sondern eingekauft.
Der Betrieb in Roth konnte unter anderem deshalb so rasch mit der Veredelung des vergleichsweise kostengünstigen Rohstoffs Aluminium expandieren, weil er auf die Erfahrungen mit Stanniol zurückgreifen konnte, welches bereits seit 1877 produziert wurde. Unter der Leitung von Willy Supf wurde Stanniol ab 1890 gefärbt und mit Prägungen versehen. Eine weitere Entwicklung war das Aufdrucken von Mustern und Namenszügen auf die Zinnfolie, mit der zahlreiche Produkte wie Kaffee, Suppenwürfel, Bonbons, Pralinen, Weihnachtsmänner und Osterhasen aus Schokolade verpackt wurden. Die Fa. Supf & Klinger lieferte ihre Folien schon vor 1900 an mehrere europäische Länder.
In den USA wurde Aluminiumfolie ab 1913 für den Markt produziert. Einige der ersten Kunden waren Brieftaubenzüchter, die ihre Tiere mit Folienbändern aus Aluminium markierten. Um 1920 wurden erste mit Alufolie kaschierte Kartons eingesetzt. An der Entwicklung der Alufolie in den USA war die Reynolds Metals Company beteiligt, die 1919 von Richard S. Reynolds Sr. als U.S. Foil Company in Louisville (Kentucky) gegründet wurde und zunächst Folie aus Blei und Zinn produzierte, um ab 1926 auch Alufolie für Verpackungen herzustellen. Noch heute ist Reynolds Wrap® Aluminum Foil ein bekanntes Markenprodukt in den USA, weshalb Reynolds Wrap dort als Synonym für Alufolie verwendet wird.

## Herstellung
Aluminiumfolien werden meist aus Reinaluminium (Al-Gehalt 99 bis 99,9 %) hergestellt. Dazu werden sogenannte Vorwalzbänder mit ca. 0,6 bis 1,5 mm Dicke in mehreren Walzschritten (Stichen) auf die gewünschte Dicke kaltgewalzt. Bei der Herstellung sehr dünner Folien wird zweilagig gewalzt (Doppelwalzen). Nach dem Walzen werden die beiden Folien-Lagen voneinander getrennt. Diese Methode führt zu zwei unterschiedlichen Oberflächen auf den Folien (glänzend und matt). Der Grund hierfür ist, dass die jeweils äußere Seite mit den geglätteten Walzen in Berührung kommt und daher relativ glatt wird, während die Innenseiten nur in Kontakt mit der anderen Folie sind und so eine etwas mehr aufgeraute Oberfläche erhalten und matt erscheinen.
Beim Walzen verfestigt sich das Aluminium infolge der starken Umformung, das heißt, die Folie wird hart und spröde. Durch anschließendes Weichglühen wird sie wieder weich und flexibel.

## Verwendung

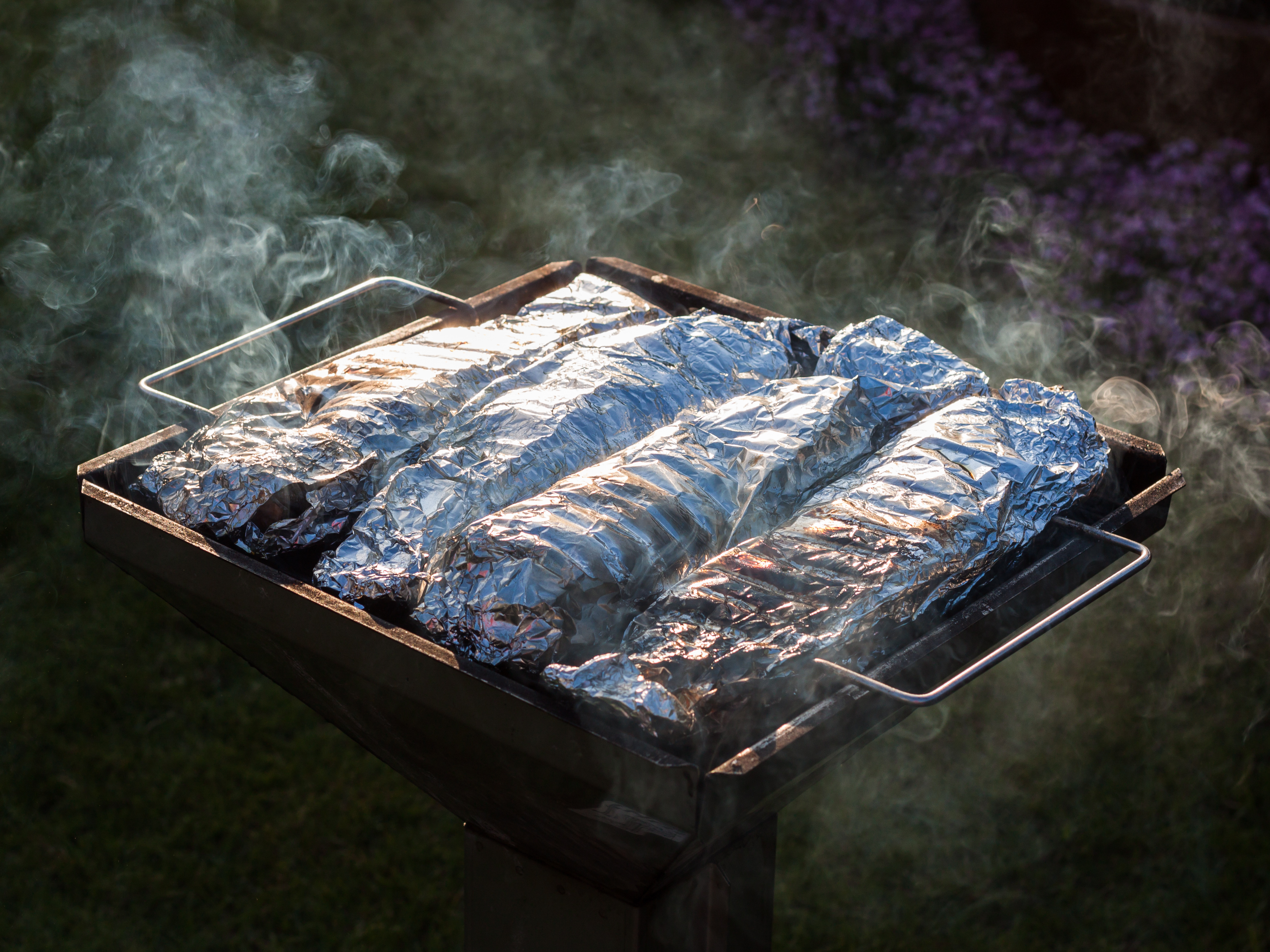
In Aluminiumfolie gewickelte Regenbogenforellen auf dem Grill. Durch die Hitze gehen Partikel der Folie auf den Fisch über und werden dann mit der Nahrung aufgenommen.

Die im Haushalt verwendete Aluminiumfolie ist meist 10 bis 15 µm dünn und wird in der Regel auf 30 cm oder 50 cm (Gastronomie) breiten Rollen in unterschiedlicher Länge verkauft.
In der Industrie finden Folien mit einer Dicke von 4 bis 500 µm große Verbreitung, wobei diese Rollen bis über einen Meter breit sind.

### Einschränkungen bei der Verwendung für Nahrungsmittel
Nahrungsmittel können in Alufolie nahezu lichtdicht verpackt werden, wodurch wenig Aromaaustausch stattfindet und die Nahrung deutlich langsamer austrocknet. So wird die Haltbarkeit erhöht, was dazu führte, dass auch warme Lebensmittel To go in Aluminium verpackt werden, da sie durch die isolierende Wirkung länger warmgehalten werden. Außerdem wird Alufolie beim Grillen als Auflage auf dem Rost genutzt, um ein Verkohlen des Grillguts zu verhindern. In Alufolie eingewickeltes Grillgut kann garen ohne auszutrocknen bzw. auszulaufen.
Mittlerweile wurde jedoch festgestellt, dass warme Lebensmittel im direkten Kontakt mit Aluminium große Mengen an Aluminium-Ionen aufnehmen, die später im menschlichen Körper nachgewiesen werden können. Mit zunehmender Kontaktdauer und Kontaktfläche diffundiert mehr Aluminium in die Nahrung. Laut Weltgesundheitsorganisation zählen Schädigungen der Nieren zu den häufigsten Folgen.
Ursprünglich galt die Warnung lediglich für sauer eingelegte Lebensmittel. Bereits 2014 wurde dazu geraten keine Alufolie für sauer (Fruchtsäure, Essigsäure), basisch (Lauge auf ungebackenem Laugengebäck) oder salzhaltig (Salzhering) eingelegte Lebensmittel, zu verwenden.
Somit sollten auch folgende Lebensmittel nicht mit Alufolie verpackt, oder in Aluminiumbehältnissen gelagert werden: Mus, Kompott oder Püree aus Äpfeln, Rhabarber, Tomaten, aber auch sauren Gurken, Sauerkraut, geschnittenen Zitrusfrüchten, Salzhering und Anchovis, zuvor in Salzlake eingelegten Lebensmitteln wie Fetakäse oder Soleiern, essighaltigen Marinaden oder Fruchtsäuren und Laugengebäcken vor dem Backen.
Korrosion findet zudem bei Kontakt mit einem anderen Metall statt. Zu erkennen ist der Effekt, wenn sich die Alufolie dunkel bis schwarz verfärbt oder gar teilweise auflöst. Herkömmliche Alufolie ist (trotz der beiden unterschiedlich aussehenden Seiten) nicht beschichtet, wohingegen Getränkedosen (für saure Getränke) oder Lebensmittelverpackungen aus Verbundfolien eine Schutzschicht aufweisen. Tolerierbar ist eine Aluminiumbelastung von 60 mg pro Person und Woche. Bei hoher Überschreitung dieser Menge kann Demineralisation der Knochen oder Anämie (Blutarmut) auftreten.
Pausenbrote, Kuchen oder Essen, das im Kühlschrank gelagert wird, können anstatt in Alu- oder Frischhaltefolie, in geeigneten Brotbüchsen, Tuppern oder Bienenwachstüchern verpackt werden.

### Kosmetische Zwecke

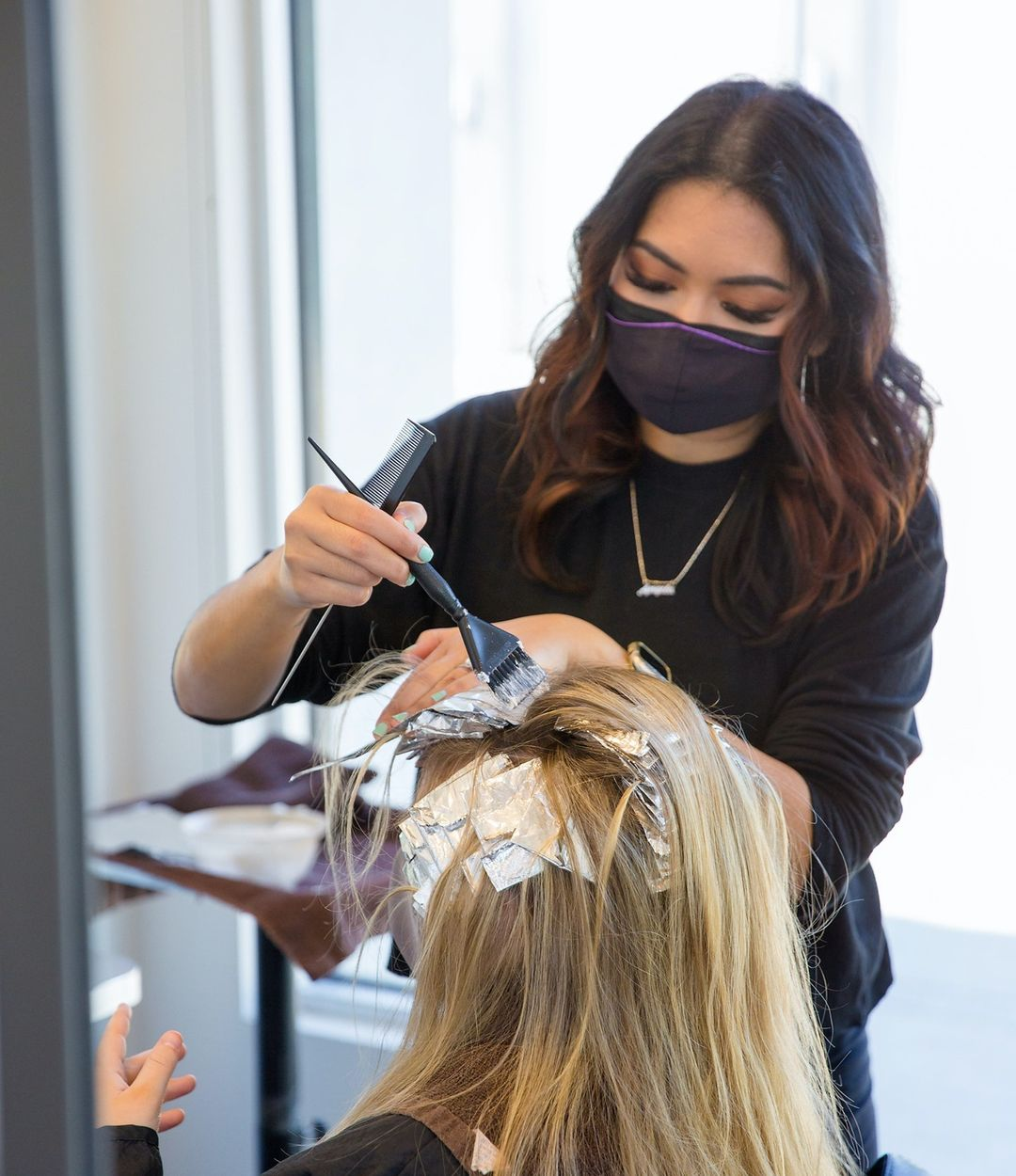
Alufolie beim Haarefärben

Alufolie wird beim Friseur zur Haarfärbung und insbesondere zur Einfärben einzelner Strähnen verwendet. Es gibt im Friseurbedarf speziell für diesen Zweck hergestellte Alufolien, die in unterschiedlichen Dicken und Farben, glatt oder geprägt, gefalzt, auf Rollen sowie als bereits zugeschnittene Streifen angeboten werden. Die Alufolie wird unter der abgeteilten Strähne am Haaransatz angelegt. Mit einem Pinsel wird das Haarfärbe- oder Blondiermittel auf das Haar aufgetragen, das auf die Folie zu liegen kommt. Die Alufolie wird an den Haarspitzen umgeklappt und über der Strähne gefaltet, so dass die zu färbende Partie von der Folie umschlossen ist.

### Wärmedämmung
Für Gebäude werden Aluminiumfolien und mit Aluminium beschichtete (kaschierte) Materialien verwendet, weil dadurch zum Beispiel auch die Wärmestrahlung reflektiert wird. Dabei werden verschiedene Verbundmaterialien eingesetzt. Die Beschichtungen sind ähnlich wie die meisten Folien, haben aber auch manchmal eine Stärke von 50 µm.

## Umweltaspekte
Alufolie ist ein Einwegprodukt, welches (in der Regel) nach der einmaligen Benutzung entsorgt wird. Der unreflektierte Verbrauch von Alufolie wird von Umweltschützern zudem kritisiert, da zur Herstellung von einem Kilogramm Aluminium durch Schmelzflusselektrolyse etwa 13 kWh bis 16 kWh Energie benötigt werden. Dagegen sind bei der Aufbereitung von recyceltem lediglich fünf Prozent der Herstellungsenergie notwendig.

## Trivia

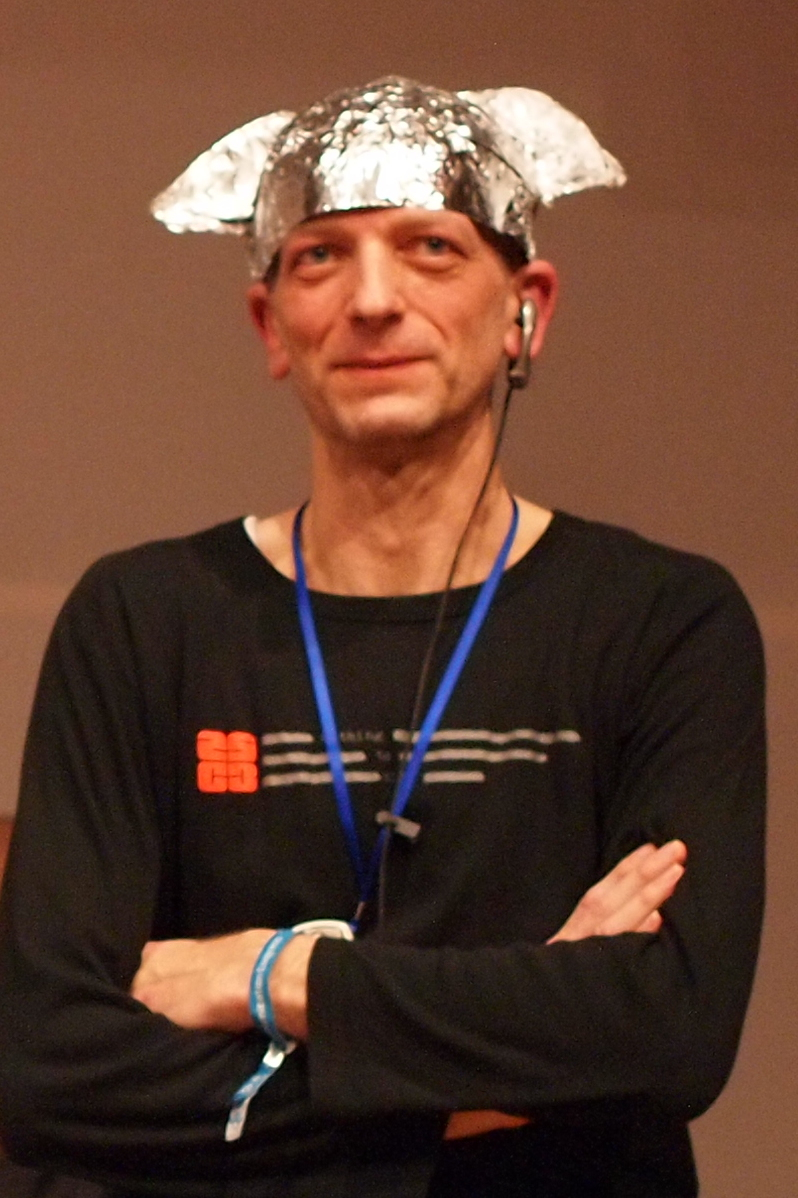
Mann mit Aluhut

Eine Kuriosität war die Herstellung von Notgeld während der Inflation 1923 in Deutschland. Dabei wurde anstelle von Papier Aluminiumfolie bedruckt. Geldscheine aus Aluminium wurden in den Aluminium-Walzwerken Singen, Lauta sowie in der Folienfabrik von Emil Tscheulin in Teningen hergestellt.
Eine weitere Besonderheit stellt der Aluhut dar, der mit Verschwörungstheorien assoziiert wird.